# Брахмачари, Дхирендра
Свами Дхирендра Брахмачари (англ. Dhirendra Brahmachari, 1925, Бихар, Северная Индия или Кашмир — 1994, Ман Талаи, Джамму и Кашмир, Индия) — индийский йогин, наставник Джавахарлала Неру и Индиры Ганди, ученик святого йогина Шри Махариши Картикейи. Создатель Центрального института йоги в Дели, бывший советник по делам йоги у Индиры Ганди.

## Биография
Дхирендра Брахмачари был брамином, рождённым в благородном семействе из северо-индийского штата Бихар. Семья жила в бедности, поэтому Дхирендра Брахмачари ушёл из дома в поисках йоги. После нескольких месяцев блуждания Брахмачари пришёл в центральную область Индии — Уттар-Прадеш, где и встретил своего Гуру, Свами Картикейяджи. Он получил от него посвящение в традицию хатха-йоги, и начал жить и обучаться в его ашраме. В ашраме Дхирендра Брахмачари изучал крийа, асаны, пранаяму и мудры. Он изучил священные писания хатха-йоги — «Хатха-йога-прадипику», «Гхеранда-самхиту», «Горакша-паддхати» и «Бхакти-сагар-чарандас». После изучения хатха-йоги и ухода из ашрама, Дхирендра Брахмачари начал преподавание на востоке Индии. В это время он знакомится с Джавахарлалом Неру. Знакомство со многими известными деятелями Индии делает его известным преподавателем йоги. Через некоторое время Брахмачари основывает Вишваятан йога ашрам в Дели, Катра и Апарна ашрамы в штате Джамму и Кашмир и становится директором расположенного в Дели CRIY (Государственного Центрального научно-исследовательского института Йоги), который теперь носит имя Морарджа Десаи (MDNIY). Дхирендра Брахмачари сыграл немаловажную роль в организации прихода к власти Индиры Ганди. Свами Дхирендра Брахмачари погиб в 1994 году в авиационной катастрофе собственного самолёта над ашрамом в Ман Талаи, в штате Джамму и Кашмир.

## Йогическое учение
Дхирендра Брахмачари был учеником йогина Шри Махариши Картикейи, который передал древние компоненты йоги, не известные большинству школ йоги сегодня в мире. Линию ученической преемственности хатха йоги стиля Дхирендры Брахмачари в наши дни представляет мастер Бал Мукунд Сингх, йогашала которого находится в Дели, а также Рейнхард Гаментхалер, живущий в Швейцарии.
Дхирендра Брахмачари автор книг «Йога-сукшма-вьяяма» и «Йогасана Виджняна»
По приглашению Дхирендра Брахмачари и под его руководством врачи проводили многочисленные исследования в Вишваятан йога ашраме, с целью доказать и обосновать пользу упражнений йоги.
В 1960-х годах, Свами Брахмачари приезжал в СССР в качестве эксперта, когда советские учёные хотели исследовать некоторые техники йоги на предмет их использования в подготовке космонавтов. Особое внимание при подготовке космонавтов уделялось практикам асан и дыхательным упражнениям. По словам организаторов эксперимента, практики Брахмачари не принесли большой практической пользы для космонавтов. Однако в йогическую группу к космонавтам удалось попасть и проф. философии МГУ В. В. Бродову (до того в том числе защитившему докторскую по индийской философии). Ощутив на собственном опыте благотворное влияние занятий йогой на подорванное во время сталинских лагерей и ВОВ здоровье, В. В. Бродов становится деятельным пропагандистом йоги в СССР, публикует ряд книг и статей, становится соавтором и главным консультантом получившего в те годы широкую известность фильма «Индийские йоги — кто они?».